# ياريم-ليم الأول
ياريم-ليم الأول (حكم مابين العامين 1780-1764 ق م) كان ثاني ملوك مملكة يمحاض العمورية القديمة التي كانت تتخذ من مدينة حلب مركزاً لها.

## فترة حُكمه

### بداية حكمه وما رافقها من صراعات
كان ياريم-ليم ابناً وخليفةً للملك سومو-إبو وزوجته الملكة سومونا-أبي. شكّل الملك الآشوري شمشي-أدد الأول تهديداً لمملكة يمحاض، فقد قام بتطويقها مستعيناً بتحالفه مع كركميش وأورشو الواقعتين إلى الشمال من يمحاض، وقطنا إلى الجنوب منها، فضلاً عن غزوه لمملكة ماري الواقعة شرق يمحاض وتسليم عرشها لولده يسماح-أدد. تربع ياريم-ليم على عرش يمحاض إثر مقتل والده سومو-إبو في عام 1780 ق م خلال إحدى حملاته على شمشي-أدد. تمكن من الوقوف في وجه شمشي-أدد بفضل تحالفه الوثيق مع حامورابي حاكم بابل وإبال-بي-إيل الثاني حاكم إشنونة. يُحسب لتحالفه مع حمورابي أنه أنقذ مملكة بابل من هجومٍ آشوري، وذلك من خلال مهاجمته الآشوريين من الخلف.
في عام 1777 ق م قام ياريم-ليم بغزو مدينة توتول الواقعة عند ملتقى نهري الفرات والبليخ. نصّب ياريم-ليم حليفه زمري-ليم المنفي في مملكة يمحاض ملكا، علماً بأن زمري-ليم كان الوريث لعرش ماري التي كانت قد تعرضت لغزو شمشي-أدد. ساعد ياريم-ليم حليفه زمري-ليم في استعادة ماري من قبضة الآشوريين وذلك عَقب وفاة شمشي-أدد في عام 1776 ق م، حيث نجحوا في استعادتها وفي طرد يسماح-أدد حاكم ماري المعيّن من قبل والده شمشي-أدد.
ازداد التحالف ما بين ماري ويمحاض متانةً وذلك إثر الزواج الملكي الذي تم ما بين زمري-ليم وشيبتو ابنة ياريم-ليم.
توفيت الملكة سومونا-أبي والدة ياريم-ليم وجدة شبتو بعد حفل الزفاف بيومين فقط.
استغل إبال-بي-إيل حاكم إشنونة وحليف ياريم ليم وفاة شمشي-أدد ليتوسع على حساب الآشوريين ما أشعر ياريم-ليم بالقلق، كما قام إبال-بي-إيل لاحقاً بعقد حلفٍ مع عيلام عدوة حمورابي الذي كان حليفاً لياريم-ليم.

### العلاقات مع ماري
كان للمساعدة التي تلقاها زمري-ليم من ياريم-ليم لاستعادة عرش ماري أثراً كبيراً على الوضع العام لمملكة ماري، فقد كان زمري-ليم يشير لياريم-ليم بصفة الأب، كما كان يسير على هدى الإله حدد أهم آلهة حلب، والذي كان ياريم ليم يلعب دور الوسيط بينه وبين زمري-ليم.
حَفظت ألواح مدينة ماري الأثرية العديد من الوقائع التي تكشف عن خضوع زمري-ليم لسلطة ياريم-ليم.

### أواخر مدة حكمه وخلافته
استطاع ياريم-ليم أن يوسع نفوذه ليشمل العديد من دول المدن السورية الأخرى، وذلك من خلال التحالف مع البعض منها واستتباع البعض الآخر، وكان من ضمنها مملكة أوغاريت المزدهرة ومملكة أورشو، كما أنه نجح في تحسين علاقاته مع مملكة قطنا. وصلت الحملات العسكرية لمملكة يمحاض في عهد ياريم-ليم شرقاً إلى عيلام الواقعة اليوم في الجزء الجنوبي من منطقة الحدود العراقية الإيرانية، إذ كشف أحد الألواح المكتشفة في مدينة ماري عن الحدود التي بلغتها هذه الحملات في بلاد الرافدين، وقد ورد في اللوح أيضاً إعلانٌ للحرب على مملكتي دير ودينياتوم ثأراً منهما لما قامتا به من أفعال آثمة، كما ورد تذكيرٌ لملك دير بالمساعدات العسكرية التي استمر ياريم-ليم في ارسالها إليه لخمس عشرة سنة، وبخمسمائة زورق حربٍ قام ياريم-ليم بإرسالهم إلى مملكة دينياتوم لحمايتها وحماية ملكها. عند وفاة ياريم-ليم كان لديه عشرين من الملوك المتحالفين معه أو التابعين لسلطته. وفقاً للمؤرخ ويليام هامبلين (William J. Hamblin)، فقد كان ياريم-ليم في زمانه أعظم ملوك الشرق الأدنى إذا ما استثنيت مصر. توفي في عام 1764 ق م وقد خَلَفه ابنه حمورابي الأول على عرش مملكة يمحاض.